# بطولة الأندية العربية لأبطال الدوري 1984
بطولة الأندية العربية الرابعة ابطال الدوري 1984 هي النسخة الثانية من البطولة، أقيمت في السعودية في مدينة الدمام عام 1984. وشاركت فيها 4 فرق. توج نادي الاتفاق السعودي بالبطولة للمرة الأولى في تاريخه.

## المشاركون
| الأنصار       | مدعو (لا توجد بطولة دوري لبناني)   |
| الرفاع الغربي | ممثل الدوري البحريني الممتاز       |
| القنيطري      | ممثل المغرب                        |
| الاتفاق       | بطل الدوري السعودي الممتاز 1982–83 |

## النتائج و مواعيد المباريات
| الفريق        | لعب | فاز | تعادل | خسر | له | عليه | الفارق | النقاط |
| ------------- | --- | --- | ----- | --- | -- | ---- | ------ | ------ |
| الاتفاق       | 3   | 2   | 1     | 0   | 3  | 1    | +2     | 5      |
| القنيطري      | 3   | 2   | 0     | 1   | 4  | 2    | +2     | 4      |
| الرفاع الغربي | 3   | 0   | 2     | 1   | 3  | 5    | -2     | 2      |
| الأنصار       | 3   | 0   | 1     | 2   | 3  | 5    | -2     | 1      |

الأنصار 1-2 القنيطري
الرفاع الغربي 1-1 الاتفاق
الرفاع الغربي 2-2 الأنصار
القنيطري 0-1 الاتفاق
الرفاع الغربي 0-2 القنيطري
الاتفاق 1-0 الأنصار

## الفائز
| بطولة الأندية العربية أبطال الدوري بطل 1984 |
| ------------------------------------------- |
| السعودية                                    |
| الاتفاق اللقب الأول                         |